# HD 76932
HD 76932，又名BD-15 2656，SAO 154804、HR 3578，是一颗恒星，视星等为5.86，位于銀經243.3，銀緯18.91，其B1900.0坐标为赤經8h 54m 2.3s，赤緯-15° 18.91′ 4″。